# 関東映配
関東映配株式会社（かんとうえいはい）は、かつて存在した日本の映画製作・配給会社である。1965年（昭和40年）2月、元新東宝関西支社長の星光一郎が、東京都台東区に設立した。1971年（昭和46年）7月ころ、大東映画株式会社（だいとうえいが）と改称している。

## 沿革
- 1965年2月1日 - 関東映配株式会社として設立[1][2][5]
- 1971年7月ころ - 大東映画株式会社と改称[7][8][3][4]
- 1975年末 - 活動停止[7][8]

## 概要
関東映配株式会社が設立される4年前の1961年（昭和36年）8月31日、新東宝が倒産、関西支社を中心に設立した新東宝興業（現在の新東宝映画、代表並木謹也）が、成人映画、いわゆるピンク映画の製作・配給を開始した。新東宝の社長であった大蔵貢は、1962年（昭和37年）1月、富士映画を母体に大蔵映画を設立、映画の製作・配給を開始していた。新東宝の関西支社長であった星光一郎（1911年 - 没年不詳）は、1965年（昭和40年）2月1日、東京都台東区東上野2丁目20番8号の国際ビル内に関東映配株式会社を資本金200万円で設立した。星は、1911年（明治44年）に宮城県に生まれ、1931年（昭和6年）3月に巣鴨高等商業学校（現在の千葉商科大学）を卒業し、その後の経歴は不明であるが、第二次世界大戦後の1950年（昭和25年）に新東宝に入社、中部支社長を経て関西支社長を務めた人物である。同社を設立した年、星は満54歳を迎えた。
同社設立の2か月後の同年4月、大蔵映画がピンク映画の興行網「オーピーチェーン」を提唱、上野パーク劇場（台東区上野2丁目）、カジバシ座（中央区八重洲2丁目）、目黒ライオン座（現在の目黒シネマ、品川区上大崎2丁目）、池袋シネマセレサ（現在のシネマロサ2、豊島区西池袋1丁目）、横浜東亜映画劇場（横浜市中区曙町1丁目）、大宮大蔵劇場（のちの大宮オークラ劇場、当時・大宮市宮町1丁目）、立石金竜座（葛飾区立石7丁目）、市川日活館（のちの市川オークラ劇場、市川市市川1丁目6番19号）、笹塚パール座（渋谷区笹塚）の8館がこれに参加、同社および日本シネマフィルム、葵映画、関東ムービー配給社、ヒロキ映画等が製作した作品を大蔵映画が配給し、同月第1週からこれらの作品の上映を開始した。
日本映画データベースによれば、同年から1969年（昭和44年）までは、他の製作会社の製作物を同社が配給したとする作品がみられる。それによれば、同社が配給した最初の作品は、同年9月に公開された大野裕司監督の『火遊び』で、同作は中映プロダクションが製作したという。大野裕司は、東京国立近代美術館フィルムセンターの「所蔵映画フィルム検索システム」によれば、堀越善明（1935年 - ）の変名であり、堀越は、劇団炎座の演出部出身の監督であった。そのほか、『女の破局』（監督飛田良、1966年11月公開）、『縄と乳房』（監督経堂一郎・岸信太郎、1967年1月31日公開）、『ダブルドッキング』（監督岸信太郎・藤田潤八、1967年11月21日公開）等、山邊信雄（1933年 - ）のヤマベプロダクションの製作物を多く配給している。文化庁の「日本映画情報システム」によれば、それらの作品もすべて同社が製作したとしており、配給会社のクレジットはない。
1971年（昭和46年）7月に公開された門前忍（山本晋也の変名）監督の『指と舌』を最後に、同社名での作品歴がみられず、大東映画株式会社と改称している。井川耕一郎の指摘によれば、渡辺護が監督した『男ごろし 極悪弁天』（脚本石森史郎、1970年公開）、『おんな地獄唄 尺八弁天』（脚本大和屋竺、1970年10月公開）、『濡れ弁天御開帳』（脚本阿部桂一、1972年1月公開）は、同社が製作したとのことである。『映画年鑑 1973』によれば、『おんな地獄唄 尺八弁天』は日本映画データベース等に記述はないが、同社の作品である。改称以降は渡辺護、稲尾実がほとんどの作品を監督した。1975年（昭和50年）11月に公開された藤本潤二監督の『若妻花弁のうずき』を最後に、作品歴がみられず、活動を停止した。このころには、同社を経営していた星は、満64歳を迎えている。
2014年（平成26年）5月現在、同社の入居した国際ビルは現存する（1959年竣工）。同社の関わった映画のうち、『情事の階段』（監督松原次郎）、『鞭と肌』（監督岸信太郎）、『柔肌しぐれ』（監督飛田良）、『肉地獄』（監督松原次郎）、『ダブルドッキング』、『おんな地獄唄 尺八弁天』（監督渡辺護）、『(秘)湯の町 夜のひとで』（監督渡辺護）、『好色旅枕百人斬り』（監督渡辺護） の8本のみが、東京国立近代美術館フィルムセンターに所蔵されている。

## 企業データ
- 社名 : 関東映配株式会社（1965年 - 1971年） ⇒ 大東映画株式会社（1971年 - 1975年）
- 所在地 : 東京都台東区東上野2丁目20番8号 国際ビル[1][2][3][4][15][16]
北緯35度42分38秒 東経139度46分40秒 / 北緯35.71056度 東経139.77778度
- 代表取締役社長 : 星光一郎[1][2][4]
- 事業内容 : 映画の製作・配給
- 資本金 : 200万円（1965年[1] - 1967年[2]）、300万円（1972年 - 1973年[4]）
- 設立 : 1965年2月1日

## おもなフィルモグラフィ
すべて「配給」あるいは「製作」であり、特筆しないものはすべて「製作」であり、配給は大蔵映画である。変名による監督作は丸カッコで一般的に知られる名を示した。東京国立近代美術館フィルムセンター（NFC）等の所蔵状況についても記す。

### 関東映配
- 『火遊び』 : 監督大野裕司（堀越善明[6]）、製作中映プロダクション、1965年9月公開 - 配給
- 『禁じられた肌』 : 監督武田有生、製作シネプロダクション、1965年11月公開 - 配給
- 『色ざんまい』 : 監督高木丈夫（本木荘二郎）、製作日現プロダクション、1966年4月公開 - 配給
- 『女のふくらみ』 : 監督鶴巻次郎、製作メトロ芸能社映画部、1966年7月公開 - 配給
- 『甘い体臭』 : 監督小林悟、製作アルスプロダクション、1966年8月公開 - 配給
- 『女の破局』 : 監督飛田良、製作ヤマベプロダクション、1966年11月公開 - 配給

- 『縄と乳房』 : 監督経堂一郎・岸信太郎（山邊信雄）、製作ヤマベプロダクション、1967年1月31日公開 - 配給
- 『情事の階段』 : 監督松原次郎（小林悟[6]）、製作ヤマベプロダクション、1967年3月公開 - 配給、上映用プリントをNFCが所蔵[17]
- 『不毛の愛欲』 : 監督山下治、1967年5月9日公開
- 『鞭と肌』 : 監督岸信太郎、製作ヤマベプロダクション[17]、1967年6月11日公開 - 配給、上映用プリントをNFCが所蔵[17]
- 『恍惚の泉』 : 監督山本晋也、1967年6月24日公開
- 『処女の血脈』 : 監督山下治、1967年7月18日公開
- 『柔肌しぐれ』 : 監督飛田良、製作ヤマベプロダクション、1967年8月11日公開 - 配給、上映用プリントをNFCが所蔵[17]
- 『牙毒』 : 監督山下治、製作青年群像、1967年9月12日公開 - 配給
- 『肉地獄』 : 監督松原次郎、製作ヤマベプロダクション、1967年10月17日公開 - 配給、上映用プリントをNFCが所蔵[17]
- 『日本性犯罪史 通り魔』 : 監督山下治、製作青年群像、1967年11月14日公開 - 配給
- 『ダブルドッキング』 : 監督岸信太郎・藤田潤八、製作ヤマベプロダクション、1967年11月21日公開 - 配給、上映用プリントをNFCが所蔵[17]
- 『女子学生残酷白書 真赤なうぶげ』 : 監督渡辺護、製作東京芸術協会、1968年12月公開 - 配給

- 『乳房開眼』 : 監督福田晴一、1969年5月公開
- 『初もの喰い』 : 監督渡辺護、製作日本芸術映画協会、1969年7月公開 - 配給
- 『女の舌』 : 監督酒匂真直、1969年8月公開
- 『裸身盗人』 : 監督福田晴一、製作福田プロダクション、1969年9月公開 - 配給
- 『肉ずき』 : 監督福田晴一、製作福田プロダクション、1969年11月公開 - 配給

- 『女の放し飼い』 : 監督早坂絋、1970年1月公開
- 『女性入門 性の教科書』[3] : 監督渡辺護、1970年3月31日審査・同年4月公開
- 『日本寝室物語』[3][7]（『日本寝物語』[8]） : 監督梅沢薫、製作青年群像、1970年9月28日審査・同年10月公開 - 配給
- 『セックス作戦 色の道乱入』 : 監督渡辺護、製作渡辺プロダクション、1970年10月14日審査・同年10月公開 - 配給
- 『おんな地獄唄 尺八弁天』 : 監督渡辺護、脚本大和屋竺、1970年6月3日審査・同年10月公開 - 上映用プリントをNFCが所蔵[17]
- 『(秘)湯の町 夜のひとで』 : 監督渡辺護、製作渡辺プロダクション、1970年8月4日審査・同年公開 - 配給、上映用プリントをNFCが所蔵[17]
- 『色ぜめ』 : 監督奥脇敏夫[3]、製作青年群像、1970年11月5日審査・同年12月公開 - 配給
- 『女高生の性知識』 : 監督渡辺護、製作渡辺プロダクション、1970年11月18日審査・同年12月公開 - 配給

- 『性のバラード 女なんです』 : 監督梅沢薫、製作青年群像、1970年12月15日審査・1971年1月公開 - 配給
- 『レモンSEX 激しい愛戯』 : 監督渡辺護、製作渡辺プロダクション、1971年2月3日審査・同年2月公開 - 配給
- 『好色夫婦』 : 監督梅沢薫、製作ワールド映画、1971年3月8日審査・同年3月公開 - 配給
- 『性と女の物語』 : 監督中川順夫、製作サン映像、1971年2月4日審査・同年4月公開 - 配給
- 『色くらべ 色布団』 : 監督稲尾実（深町章）、製作渡辺プロダクション、1971年4月13日審査・同年5月公開 - 配給
- 『魔性妻シリーズ 性のしずく』 : 監督江藤兼吉[3]、製作サン映像、1971年5月15日審査・同年6月公開 - 配給
- 『指と舌』 : 監督門前忍（山本晋也）、製作渡辺プロダクション、1971年6月7日審査・同年7月公開 - 配給

### 大東映画
- 『セックス・ルポ悪徳調査員』 : 監督渡辺護、製作渡辺プロダクション、1971年10月22日審査・同年12月公開 - 配給

- 『濡れ弁天御開帳』 : 監督渡辺護、製作渡辺プロダクション、1971年12月10日審査・1972年1月公開 - 配給
- 『セックス・ゲリラ』 : 監督稲尾実、製作21世紀プロダクション、1972年1月9日審査・同年2月公開 - 配給
- 『私の異常性体験』 : 監督渡辺護、1972年2月8日審査・同年3月公開
- 『小股切れ味 罠のある性』 : 監督稲尾実、1972年2月22日審査・同4月公開
- 『女高生の週末夫婦』 : 監督渡辺護、1972年3月30日審査・同4月公開
- 『舌と肌と肌』 : 監督稲尾実、1972年6月5日審査・同6月公開
- 『艶技の極致』 : 監督渡辺護、1972年6月20日審査・同7月公開
- 『新婚初夜の手ほどき』 : 監督渡辺護、1972年8月公開
- 『寝かせ上手』 : 監督門前忍（山本晋也）、1972年9月公開
- 『淫らな花弁』 : 監督渡辺護、1972年10月公開
- 『男が知りたい 性の秘密』 : 監督門前忍（山本晋也）、1972年11月公開
- 『女のワイセツ 秘中の秘』 : 監督渡辺護、1972年11月公開

- 『好色旅枕百人斬り』 : 監督渡辺護、1973年1月公開 - 製作・配給、78分の上映用プリントをNFCが所蔵[6]
- 『真夜中の悶え』 : 監督門前忍（栗原幸治）、1973年2月公開
- 『16才愛と性の遍歴』 : 監督渡辺護、1973年3月公開
- 『女色盗り物語』 : 監督門前忍（山本晋也）、1973年4月公開
- 『同棲三角時代』 : 監督渡辺護、1973年5月公開
- 『性楽の交叉点』 : 監督門前忍（渡辺護）、1973年6月公開
- 『ピンクの巨塔』 : 監督門前忍（山本晋也）、1973年7月公開
- 『痴女の秘事』 : 監督佐々木元、1973年8月公開
- 『浮気寝屋』[7]（『浮気寝室』[8]） : 監督山本晋也、1973年9月公開
- 『不倫の交情』 : 監督渡辺護、1973年10月公開
- 『女肌は愛に濡れた』 : 監督栗原甲（栗原幸治）、1973年11月公開
- 『寝わざ秘戯』 : 監督渡辺護、1973年12月公開

- 『女子大生性愛図』 : 監督渡辺護、1974年1月公開
- 『恍惚のおとし穴』 : 監督渡辺護、1974年2月公開
- 『失神の快楽』 : 監督佐々木元、1974年3月公開
- 『性艶乱舞』 : 監督渡辺護、1974年4月公開
- 『エロスの欲情』 : 監督佐々木元、1974年5月公開
- 『制服の娼婦』 : 監督渡辺護、1974年6月公開
- 『性炎の女』 : 監督佐々木元、1974年7月公開
- 『セックスビジネス 性専門』 : 監督佐々木元、1974年8月公開
- 『悪女性艶』 : 監督佐々木元、1974年9月公開
- 『痴漢と女高生』 : 監督渡辺護、1974年10月公開
- 『熟れた欲情』 : 監督佐々木元、1974年10月公開

- 『華麗な浮気夫人』 : 監督佐々木元、1975年4月公開
- 『禁断性愛の詩』 : 監督渡辺護、1975年4月公開
- 『強烈女の慾情』 : 監督藤本潤三、1975年10月公開
- 『若妻花弁のうずき』 : 監督藤本潤二、1975年11月公開